# SkyRiver Studios
SkyRiver Studios (рус. Скайривер Студио) — российская частная компания, независимый разработчик компьютерных игр. Офис команды разработчиков расположен в городе Самара, Россия. Компания основана в 2001 году. Руководителем студии является Валерий Воронин, он же и главный программист во всех проектах.
Достаточно известными проектами студии стали серия компьютерных игр «Механоиды», построенная на собственном игровом движке и онлайн-игра «Орден магии».

## История компании
Неофициально, но уже серьёзно начиналось всё с маленькой команды, работавшей над движком для проекта «Mech-Minds». С 2000 года для тестирования предлагалась легкая техническая демоверсия, обновлявшаяся примерно раз в неделю. Так в гаражном старте «Spline Group» без финансирования и с удаленными сотрудниками начинали формироваться «Механоиды».
01 ноября 2001 зарегистрировано ООО «СкайРивер Студио».
01 декабря 2001 — начало работ над проектом «Механоиды».
02 сентября 2002 — анонсирована игра «Механоиды».
27 февраля 2004 — вышла в продажу игра «Механоиды».
01 сентября — 26 октября 2004 — начало разработки «Механоидов 2».
01 ноября 2005 — начало работ над проектом «Запределье».
05 декабря 2005 — начало работ над проектом «Механоиды: Гонки на выживание». Студия разделяется на две команды — разработку массовую онлайн и одиночную игр соответственно.
17 февраля 2006 — вышла в продажу игра «Механоиды 2: Война кланов».
9 апреля 2006 — на конференции КРИ-2006 композитор студии выступал с докладом на тему «Взаимодействие Геймдизайнера, Программиста и Саунд-продюсера при разработке игры» на примере проекта «Механоиды 2: Война кланов» по наработанному командному опыту.
4 — 5 ноября 2006 — разработчики представляют игру «Механоиды: Гонки на выживание» на выставке «ИгроМир 2006».
9 февраля 2007 — вышла в продажу игра «Механоиды: Гонки на выживание».
20 февраля 2007 — начало работ над проектом «Буря в стакане».
2007 — работа совместно со студией мокап-анимации «Mocap.ru» для проектов «Запределье» и «Буря в стакане».
02 июля 2007 — запущена игра «Запределье».
24 июня 2008 — студия перешла на удаленную работу, готовится реорганизация. Сентябрь — октябрь 2008 — решением Арбитражного суда Самарской области от 07.10.2008 г. по делу №А55-13434/2008 ООО «СкайРивер Студио» признан несостоятельным (банкротом). 18 декабря 2008 — ООО «СкайРивер Студио» (ликвидировано) снято с учёта в налоговой инспекции. 26 февраля 2009 — прекращено делопроизводство о банкротстве.
16 октября 2008 — зарегистрировано ООО «МедиаЛаб» (компания после реорганизации). На данный момент правообладателем выпускаемой продукции является «МедиаЛаб» которому стала принадлежать торговая марка «SkyRiver».
02 февраля 2009 — начало работ над проектом «Орден магии».
14 февраля 2009 — анонсирована игра «Буря в стакане».
30 апреля 2009 зарегистрировано ООО «РосИгра». Штат компании составили выходцы из SkyRiver Studio.
30 октября 2009 — вышла в продажу игра «Буря в стакане».
В декабре 2009 года компания анонсировала MMORPG в стиле фэнтези, — Орден магии, — над которой активно ведется разработка. В декабре 2010 года «Орден магии» вышла в версии 1.0, но продолжала развитие по схеме бета-тестирования.
В марте 2014 года РосИгра совместно с Nikita Online официально издали «Орден магии».
2015 — выпуск обновлений для «Ордена магии».
20 ноября 2017 — «Орден магии» размещён на портале Игры@Mail.Ru.
В июне 2018 года сценарист вселенной Механоидов Булат Даутов (Dust) анонсировал подготовку работ над сценарием и дизайнерской документацией для игры Механоиды 3 (продолжение). Используемый движок — Unity. Проект поддерживают и консультируют члены команд предыдущих частей игры, например, ведущий программист Валерий Воронин (Spline).  Были начаты переговоры об использовании названия «Механоиды 3» и внутриигровых названий с 1С — издателем предыдущих частей и правообладателем названия. В августе 2018 года было объявлено о получении разрешения 1С на использование названия «Механоиды», сопутствующих материалов и начале разработки независимого проекта под названием «Механоиды 3: Протокол Войны». Сотрудники SkyRiver Studios активно поддерживают проект.

## Игры
- Механоиды (2004) — RPG[10].
- Механоиды 2: Война кланов (2006) — RPG[15].
- Механоиды: Гонки на выживание (2007) — аркадные гонки[38].
- Запределье (2007) — MMORPG[21].
- Буря в стакане: Гонки на маршрутках (2009) — аркадные гонки[20][39].
- Орден магии (2014) — MMORPG в стиле фэнтези[33][34].

Среди объявленных, но невыпущенных игр можно отметить: Флаор (2005) — отменённая TRPG в стиле фэнтези, заготовки использованы в Запределье и Ордене магии, Механоиды 3 (2015) — сюжетные заготовки предложены форумному сообществу для обсуждения. Анонсированы: no.Human (2018, концепт), Механоиды 3 (2018) — продолжение игры в жанре симулятора боевых машин с краудфандинговой моделью финансирования.